# 블라디미르 크람니크

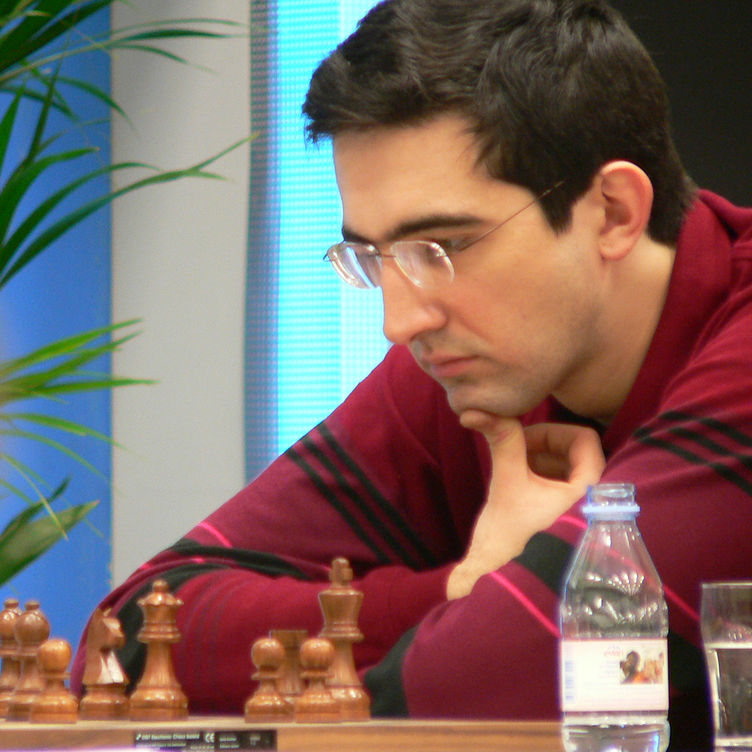
블라디미르 크람니크

블라디미르 보리소비치 크람니크(러시아어: Влади́мир Бори́сович Кра́мник, 1975년 6월 25일 ~ )는 러시아의 체스 선수이다.